# سالم بن صغير
سالم بن صغير (مواليد 24 فبراير 2003) هو لاعب كرة قدم فرنسي من أصل مغربي، يلعب في مركز الجناح في نادي أولمبيك مارسيليا.

## روابط خارجية
- سالم بن صغير على موقع قاعدة بيانات كرة القدم.إي يو (الإنجليزية)
- سالم بن صغير على موقع ليكيب (الفرنسية)
- سالم بن صغير على موقع Soccerway.com (الإنجليزية)
- سالم بن صغير على موقع عالم كرة القدم.نت (الإنجليزية)